# Knapperskär
Knapperskär est une île du golfe de Finlande située dans le quartier Suvisaaristo à Espoo en Finlande,.

## Présentation
Knapperskär est une Île de loisir (fi) du quartier Suvisaaristo. 
C'est la plus éloignée des îles extérieures d'Espoo.
Knapperskär est situé à plus d'un demi-kilomètre au sud-ouest de Gåsgrund. et à environ trois kilomètres au sud-est des îles principales de Suvisaaristo.
La superficie de Knapperskär est de cinq hectares et sa longueur maximale est de 0,36 km dans la direction est-ouest. 
Son terrain est rocheux et peu élevé. 
Il y a une forêt de pins dans la partie ouest de l'île et dans le coin nord-est. 
Il y a un petit port de plaisance sur la rive nord de Knapperskär.